# Bossington (Hampshire)
Bossington – wieś w Anglii, w hrabstwie Hampshire, w dystrykcie Test Valley. Leży 11 km na zachód od miasta Winchester i 109 km na południowy zachód od Londynu.